# 塞勒姆 (阿肯色州)
塞勒姆（英語：Salem）是一個位於美國阿肯色州富爾頓縣的城市。根據2020年美國人口普查，該地人口為1566人，而該地的面積約為6.25平方千米。同時該地也是富爾頓縣的縣治。

## 地理
塞勒姆的座標為36°22′14″N 91°49′26″W / 36.37056°N 91.82389°W，而該地的平均海拔高度為202米（即663英尺）。